# 碁盤忠信 源氏礎
『碁盤忠信 源氏礎』（ごばんただのぶ げんじいしずえ）は、1909年（明治42年）12月1日に製作・公開された日本映画である。横田商会製作・配給。日本初の職業的映画監督である牧野省三の監督7作で、日本初の映画スターと称された尾上松之助の映画デビュー作である。

## 略歴・概要
1908年（明治41年）、当時千本座の狂言方だった牧野省三は、横田商会創業者である横田永之助の依頼を受け、活動写真の請負製作を始めた。その第1作が『本能寺合戦』であり、当時千本座に出演していた中村福之助、嵐璃徳を起用した。以降、市川新四郎、尾上梅暁、嵐橘十郎らが出演した『菅原伝授手習鑑』など、同年だけで合計6本の作品を撮影、本作はその第7作である。
原作は歌舞伎・狂言作者河竹黙阿弥の『千歳曾我源氏礎』から取り、演目『碁盤忠信』にある「吉野山雪中」と「小柴入道宅」の二場を撮影。主演は同年から千本座の座付役者となった尾上松之助が務め、松之助の記念すべき映画デビュー作となった。撮影は1909年（明治42年）10月17日に行われ、千本座の夜間興行に差支えのないよう、千本座近くにある大超寺で朝8時頃から午後5時までかかって全二場約700尺を撮り上げた。同年12月1日、横田商会特約館の富士館で封切られた。以降、牧野と松之助のコンビで数多くの活動写真が製作されるようになる。

## キャスト
- 佐藤忠信：尾上松之助
- 源義経：片岡市太郎
- 小車：尾上梅暁
- 覺範：嵐橘楽